# Stenolophus pseudobrunnea
Stenolophus pseudobrunnea är en skalbaggsart som beskrevs av Carl Hildebrand Lindroth. Stenolophus pseudobrunnea ingår i släktet Stenolophus och familjen jordlöpare. Inga underarter finns listade i Catalogue of Life.